# Niels Bohr
Niels Henrik David Bohr (tiếng Đan Mạch: [ˈnels ˈboɐ̯ˀ]; 7 tháng 10 năm 1885 – 18 tháng 11 năm 1962) là nhà vật lý học người Đan Mạch với những đóng góp nền tảng về lý thuyết cấu trúc nguyên tử và cơ học lượng tử sơ khai, nhờ đó mà ông nhận Giải Nobel Vật lý năm 1922. Bohr còn là nhà triết học và tích cực thúc đẩy các hoạt động nghiên cứu khoa học.
Ông phát triển mô hình Bohr cho cấu trúc nguyên tử, với đề xuất mới đó là các mức năng lượng của electron trong nguyên tử bị gián đoạn, và chúng tồn tại trên những quỹ đạo ổn định quanh hạt nhân nguyên tử, cũng như có thể nhảy từ một mức năng lượng (hay quỹ đạo) tới mức khác. Mặc dù sau đó có những mô hình khác đúng đắn hơn thay thế cho mô hình Bohr, nhưng những nguyên lý cơ sở của nó vẫn còn giá trị. Bohr đưa ra nguyên lý bổ sung trong cơ học lượng tử: rằng thực tại có thể được phân tích theo những tính chất mâu thuẫn với nhau, lúc thì hành xử giống như sóng hay như dòng hạt. Ý niệm về tính bổ sung đã ảnh hưởng đến tư tưởng của ông trong cả khoa học và triết học.
Năm 1920, Bohr sáng lập ra Viện Vật lý lý thuyết tại Đại học Copenhagen, mà ngày nay đổi tên thành Viện Niels Bohr. Các cộng sự của ông bao gồm các nhà vật lý Hans Kramers, Oskar Klein, George de Hevesy và Werner Heisenberg. Bohr cũng tiên đoán sự tồn tại của một nguyên tố mới có tính chất giống zirconi, sau này được đặt tên là hafnium, tên gọi trong tiếng Latin của thủ đô Copenhagen. Trong bảng tuần hoàn, nguyên tố bohrium mang tên của ông.
Trong thập niên 1930, Bohr giúp đỡ những người trốn chạy khỏi chủ nghĩa phát xít. Sau khi Đan Mạch bị Đức chiếm đóng, ông đã có cuộc gặp mặt với Heisenberg, lúc đó là người đứng đầu của Dự án vũ khí hạt nhân Đức. Tháng 9 năm 1943, khi biết tin mình đang bị người Đức truy bắt, Bohr đã bay sang Thụy Điển. Từ đây, ông bay sang Anh, và gia nhập vào dự án vũ khí hạt nhân của nước này, nó là phần trách nhiệm của người Anh tham gia vào Dự án Manhattan. Sau chiến tranh, Bohr kêu gọi quốc tế hợp tác trong vấn đề năng lượng hạt nhân. Ông tham gia vào quá trình thành lập ra tổ chức CERN và Ủy ban năng lượng nguyên tử Đan Mạch, trở thành chủ tịch đầu tiên của Viện Vật lý lý thuyết Bắc Âu năm 1957.

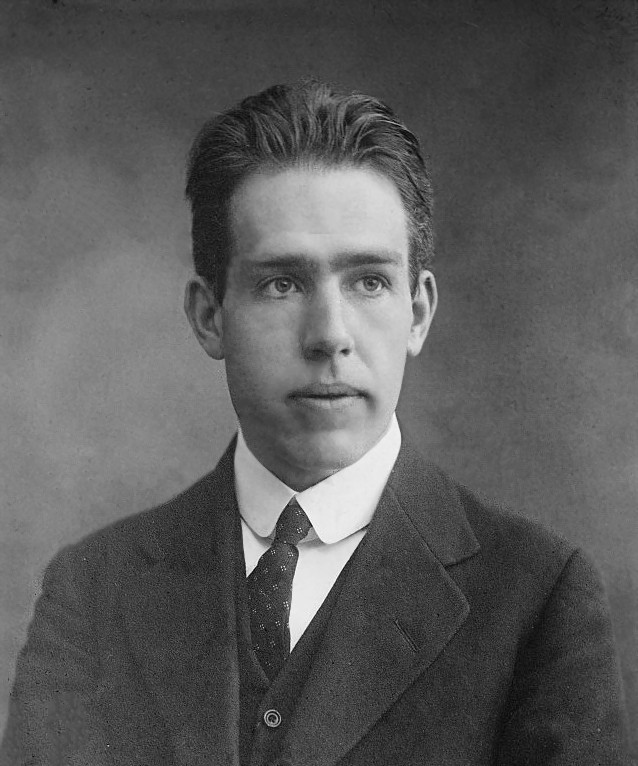

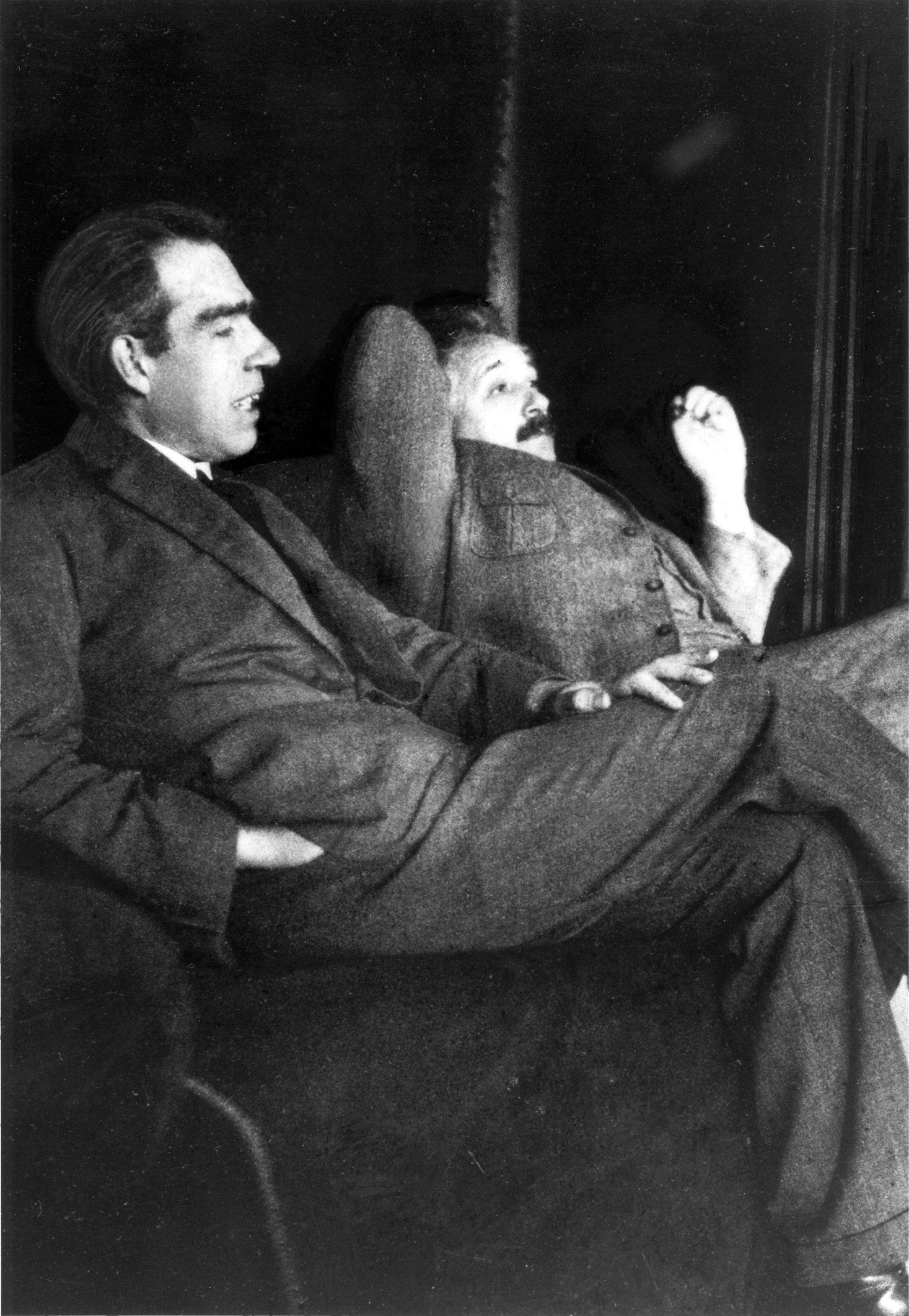
Niels Bohr và Albert Einstein đang tranh luận về quy luật lượng tử ở nhà của Paul Ehrenfest tại Leiden (tháng 12 năm 1925).

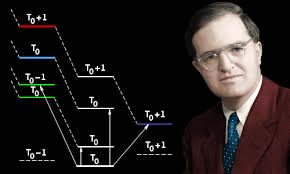
Aage Bohr (Nobel 1975)

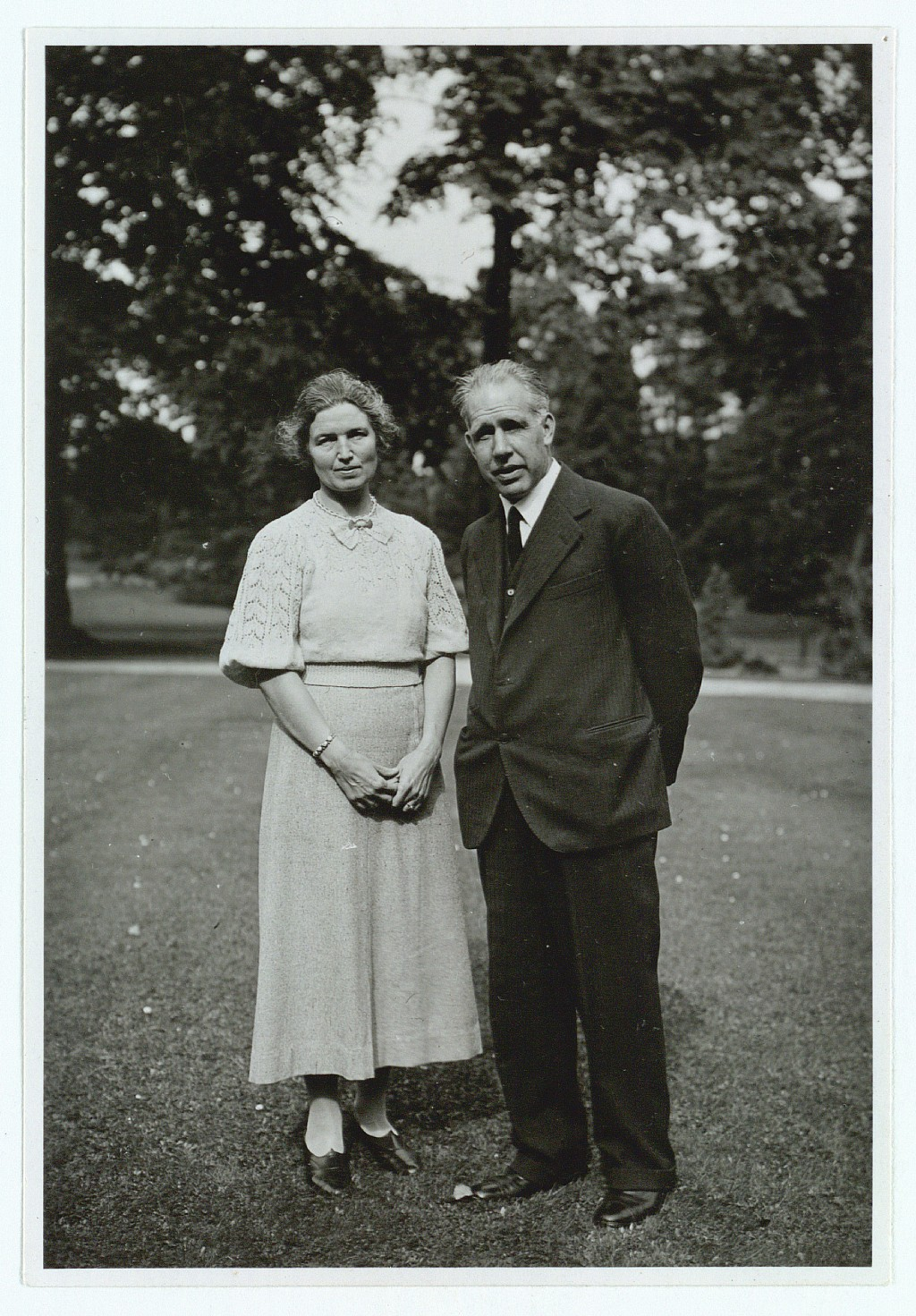

## Cuộc đời
Niels Bohr sinh ngày 7 tháng 10 năm 1885 tại Copenhagen, là con thứ hai trong số ba người con của Christian Bohr, một giáo sư sinh lý học tại Đại học Copenhagen và Ellen Adler Bohr, một phụ nữ đến từ một gia đình Đan Mạch gốc Do Thái có tiếng trong giới ngân hàng và chính trị. Ông có một người chị gái, Jenny, và một người em trai Harald. Jenny sau này trở thành giáo viên, trong khi Harald là một nhà toán học và cầu thủ bóng đá. Ông từng thi đấu trong màu áo đội tuyển Đan Mạch tại Thế vận hội mùa hè 1908 ở Luân Đôn. Niels cũng ham mê bóng đá, và hai anh em ông từng chơi vài trận đấu cho đội bóng Akademisk Boldklub với Niels ở vị trí thủ môn.
Năm lên bảy, Bohr theo học tại Gammelholm Latin School. Năm 1903, ông nhập học Đại học Copenhagen. Ông học chuyên ngành Vật lý với sự hướng dẫn của Giáo sư Christian Christiansen, giáo sư duy vật lý duy nhất của trường tại thời điểm đó. Ông cũng học thiên văn và toán với sự hướng dẫn của Giáo sư Thorvald Thiele và được Giáo sư Harald Høffding, một người bạn của cha ông, dạy triết học.
Năm 1905, một cuộc thi đợi tài trợ bởi Hội Khoa học Hoàng gia Đan Mạch nhằm tìm ra một phương pháp đo sức căng bề mặt của chất lỏng, một lý thuyết được đề xuất bởi Lord Rayleigh năm 1879. Điều này bao gồm việc đo đạc tần số dao động của bán kính của một tia nước. Bohr tiến hành một loạt các thí nghiệm sử dụng phòng thí nghiệm của cha mình tại trường đại học, ngay cả trường đại học cũng không có một phòng thí nghiệm chung. Để hoàn thành các thí nghiệm của mình, ông đã phải tự làm các dụng cụ thí nghiệm bằng thủy tinh, mà một số ống nghiệm đòi hỏi phải có tiết diện hình elip. Xa hơn cả nhiệm vụ ban đầu, ông đã kết hợp những sự cải tiến vào lý thuyết của Rayleigh và phương pháp của mình, bằng cách kết hợp độ nhớt của nước và làm việc với biên độ hữu hạn thay vì những biên độ cực nhỏ. Bài luận văn của ông, được nộp vào phút cuối, đã giành giải. Sau đó ông đã gửi bản được chỉnh sửa đến Hội Hoàng gia để được xuất bản trong Philosophical Transactions of the Royal Society.
Harald là người đầu tiên trong hai anh em nhà Bohr lấy được bằng thạc sĩ vào tháng 4 năm 1909. Niels mất thêm 9 tháng để làm điều tương tự với bằng thạc sỹ về lý thuyết electron trong kim loại, một chủ đề do giáo sư hướng dẫn Christiansen của ông lựa chọn. Bohr sau đấy tiếp tục mở rộng luận án thạc sỹ của ông lên mức cao hơn trong luận án tiến sỹ của ông. Ông đọc các cuốn sách viết về chủ đề, nghiên cứu dựa trên mô hình do Paul Drude giả thuyết và được Hendrik Lorentz chi tiết hóa, trong đó các electron trong kim loại được coi hành xử như một chất khí. Bohr đã mở rộng mô hình của Lorentz, nhưng vẫn chưa thể miêu tả được các hiện tượng như hiệu ứng Hall, và kết luận rằng lý thuyết electron không thể giải thích đầy đủ từ tính của kim loại. Luận án được chấp nhận vào tháng 4 năm 1911, và Bohr thực hiện buổi bảo vệ luận án vào ngày 13 tháng 6. Harald đã nhận được bằng tiến sỹ vào năm trước. Luận án của Bohr là một bước đột phá, nhưng không được sự chú ý từ bên ngoài vùng Scandinavia bởi nó được viết bằng tiếng Đan Mạch, một đòi hỏi từ đại học Copenhagen lúc bấy giờ. Năm 1921, nhà vật lý người Hà Lan Hendrika Johanna van Leeuwen đã độc lập dẫn ra một định lý tương tự như trong luận án của Bohr mà ngày nay được biết đến là định lý Bohr–Van Leeuwen.

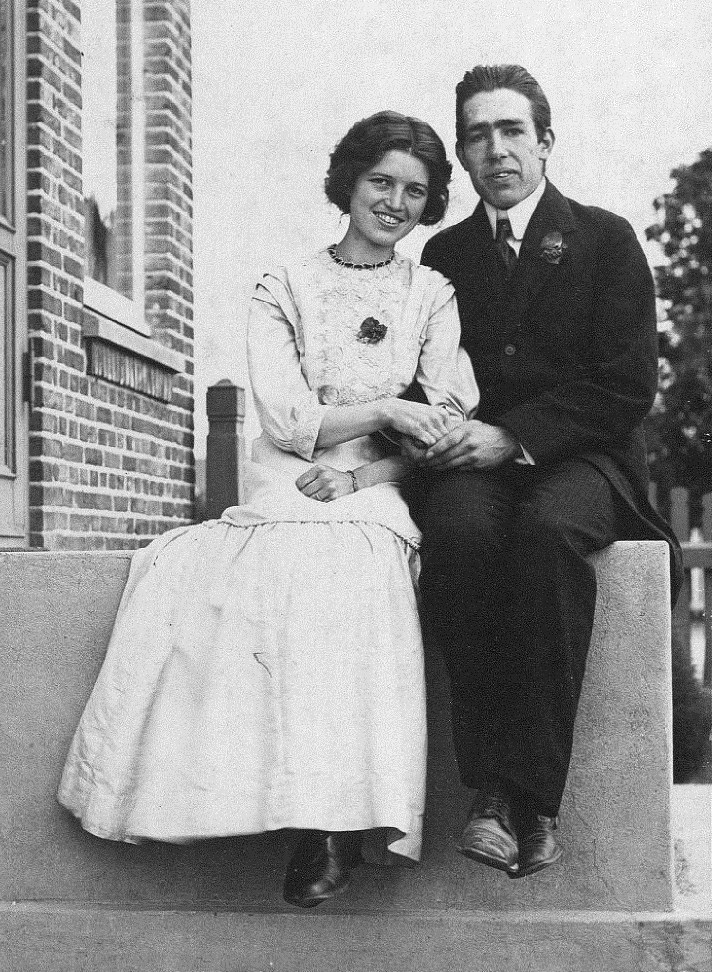
Bohr and Margrethe Nørlund on their engagement in 1910.

Năm 1910, Bohr gặp Margrethe Nørlund, em gái của nhà toán học Niels Erik Nørlund. Bohr rút khỏi thành viên Giáo hội Đan Mạch ngày 16 tháng 4 năm 1912, và ông và Margrethe tổ chức đám cưới tại tòa thị chính ở Slagelse vào ngày 1 tháng 8. Năm sau, em trai Harald cũng rời giáo hội trước khi tổ chức đám cưới. Bohr và Margrethe có sáu người con trai. Lớn tuổi nhất là Christian, đã mất trong một tai nạn chìm thuyền năm 1934, và người con khác Harald, chết trẻ vì viêm màng não. Aage Bohr trở thành một nhà vật lý thành công, và năm 1975 ông được trao giải Nobel Vật lý như bố ông. Hans Bohr trở thành một thầy thuốc; Erik Bohr là kỹ sư hóa chất; và Ernest Bohr là một luật sư. Giống như người chú Harald, Ernest Bohr cũng trở thành một vận động viên olympic, chơi khúc côn cầu trên cỏ cho đội tuyển Đan Mạch tại thế vận hội Mùa hè 1948 ở London.

## Vật lý

### Mô hình Bohr
Tháng 9 năm 1911, Bohr, được hỗ trợ bởi học bổng từ Quỹ Carlsberg, đã đến nước Anh. Đây là nơi cho việc thực hiện nghiên cứu lý thuyết cấu trúc nguyên tử và phân tử tốt nhất vào thời điểm đó. Ông đã gặp J. J. Thomson của phòng thí nghiệm Cavendish và trường đại học Trinity, Cambridge. Ông tham dự các bài giảng về điện từ học của James Jeans và Joseph Larmor, và thực hiện một số nghiên cứu về tia âm cực nhưng không gây ấn tượng với Thomson. Ông có một số thành công hơn với các nhà vật lý trẻ như William Lawrence Bragg người Úc, và Ernest Rutherford người New Zealand, khi ông đưa ra mô hình Rutherford về hạt nhân trung tâm của nguyên tử năm 1911 đã thách thức đến mô hình bánh pudding của Thomson năm 1904. Bohr đã nhận được lời mời từ Rutherford để nghiên cứu hậu tiến sỹ tại đại học Victoria ở Manchester, tại đây Bohr gặp George de Hevesy và Charles Galton Darwin (mà Bohr coi là "người cháu đích thực của Charles Darwin").
Bohr trở lại Đan Mạch tháng 7 năm 1912 để chuẩn bị cho đám cưới của ông, và hai người đã du lịch quanh nước Anh và Scotland trong tuần trăng mật. Khi trở về, ông trở thành privatdocent (tạm dịch: giảng viên) tại đại học Copenhagen, chuyên ngành nhiệt động lực học. Martin Knudsen đặt Bohr ở vị trí docent (tạm dịch: trợ giảng), và được phê chuẩn vào năm 1913, và ông bắt đầu giảng dạy các sinh viên y khoa. Ba bài báo của ông, mà về sau trở thành "bộ ba" nổi tiếng, được đăng trong tạp chí Philosophical Magazine vào tháng 7, tháng 9 và tháng 11 của năm đó. Ông đã áp dụng lý thuyết lượng tử của Max Planck vào mô hình cấu trúc hạt nhân của Rutherford để đưa ra mô hình Bohr của nguyên tử.
Mô hình hành tinh nguyên tử không phải là mới, nhưng cách tiếp cận của Bohr lại là phương pháp mới mẻ. Dựa trên bài báo năm 1912 của Charles Galton Darwin về vai trò của các electron trong tương tác của hạt alpha với hạt nhân nguyên tử, ông đã xây dựng lý thuyết electron chuyển động trên quỹ đạo xung quanh hạt nhân nguyên tử, với các tính chất hóa học của mỗi nguyên tố được xác định chủ yếu bởi số lượng các electron trên các quỹ đạo ngoài cùng quanh hạt nhân nguyên tử. Ông đưa ra ý tưởng rằng một electron có thể nhảy từ quỹ đạo có năng lượng cao về quỹ đạo có năng lượng thấp hơn, quá trình này phát ra một lượng tử năng lượng rời rạc. Mô hình này trở thành cơ sở cho lý thuyết ngày nay gọi là lý thuyết lượng tử cũ.

Mô hình Bohr của nguyên tử hydro. Một electron điện tích âm, bị giam trên orbitan nguyên tử, quay quanh một hạt nhân nhỏ mang điện tích dương; một bước nhảy lượng tử giữa hai orbitan đi kèm với hấp thụ hay phát ra một bức xạ điện từ.

Sự tiến triển của các mô hình nguyên tử trong thế kỷ 20: Mô hình Thomson, Rutherford, Bohr, và Heisenberg/Schrödinger

Năm 1885, Johann Balmer đi đến công thức xác định các vạch Balmer khi ông miêu tả các vạch quang phổ của một nguyên tử hydro:
{\displaystyle {\frac {1}{\lambda }}=R_{\mathrm {H} }\left({\frac {1}{2^{2}}}-{\frac {1}{n^{2}}}\right)\quad {\text{khi}}\ n=3,4,5,...}
với λ là bước sóng hấp thụ hoặc phát xạ ánh sáng và RH là hằng số Rydberg. Công thức Balmer được xác nhận thực nghiệm khi các vạch quang phổ khác được khám phá thêm, nhưng trong vòng 30 năm, không ai có thể giải thích được công thức này. Trong bài báo đầu tiên của bộ ba, Bohr đã suy ra được công thức này từ mô hình của ông:
{\displaystyle R_{Z}={2\pi ^{2}m_{e}Z^{2}e^{4} \over h^{3}}}
với me là khối lượng của electron, e là điện tích, h là hằng số Planck và Z là số nguyên tử (bằng 1 cho hydro).
Thử thách đầu tiên của mô hình đó là giải thích các vạch phổ Pickering, những vạch không khớp với công thức của Balmer. Khi Alfred Fowler nêu ra cản trở này, Bohr đã trả lời rằng các vạch phổ này phát ra từ nguyên tử heli bị ion hóa, với nguyên tử heli chỉ còn một electron. Mô hình Bohr giải thích tốt cho những ion như vậy. Nhiều nhà vật lý lớn tuổi, như Thomson, Rayleigh và Hendrik Lorentz, không thích bộ ba bài báo của Bohr, nhưng thế hệ các nhà vật lý trẻ tuổi hơn, bao gồm Rutherford, David Hilbert, Albert Einstein, Enrico Fermi, Max Born và Arnold Sommerfeld coi chúng là một bước đột phá. Lý thuyết của ông được chấp nhận hoàn toàn do nó có khả năng giải thích các hiện tượng mà những mô hình khác không thể, cũng như dự đoán các kết quả sau đó được xác nhận bằng các thí nghiệm. Ngày nay, mô hình Bohr về nguyên tử đã bị thay thế, nhưng nó vẫn là một mô hình nguyên tử nổi tiếng, và thường được giới thiệu trong các sách vật lý và hóa học phổ thông.
Bohr không có hứng thú khi giảng cho các sinh viên y khoa. Ông quyết định quay trở lại Manchester, nơi Rutherford đề xuất một công việc ở vị trí của Darwin, người mới hết hạn hợp đồng. Bohr đã chấp nhận. Ông xin nghỉ phép ở đại học Copenhagen, và bắt đầu bằng một kỳ nghỉ ở Tyrol với gia đình người em Harald và Hanna Adler. Sau đó, ông đến thăm đại học Göttingen và đại học Ludwig Maximilian München, nơi ông đã gặp Sommerfeld và thực hiện các bài giảng giải thích cho ba bài báo của ông. Thế chiến thứ nhất nổ ra khi ông đang ở Tyrol, gây khó khăn cho ông khi muốn quay trở lại Đan Mạch và chuyến hành trình Bohr cùng Margrethe chuyển hướng đến Anh, nơi ông đến nơi vào tháng 10 năm 1914. Họ ở tại đây đến tận tháng 7 năm 1916, khi ông được bổ nhiệm làm chủ nhiệm nhóm vật lý lý thuyết the của đại học Copenhagen, một vị trí được lập ra để giành cho Bohr. Ông vẫn phải có nhiệm vụ giảng dạy các sinh viên y khoa. Các giáo sư mới được bổ nhiệm thường diện kiến trước vua Christian X, người bày tỏ sự vui mừng như khi được gặp các cầu thủ bóng đá nổi tiếng.

### Viện Vật lý
Tháng 4 năm 1917 Bohr bắt đầu một chiến dịch nhằm thành lập Viện Vật lý lý thuyết. Ông nhận được sự ủng hộ từ chính phủ Đan Mạch và Quỹ Carlsberg, cũng như các đóng góp đáng kể từ các nhà tài trợ cá nhân và công ty, nhiều người trong số họ gốc Do Thái. Cơ sở pháp lý thành lập viện được thông qua vào tháng 11 năm 1918. Ngày nay được biết đến là Viện Niels Bohr, nó khánh thành vào ngày 3 tháng 3 năm 1921, và Bohr là giám đốc đầu tiên của viện. Gia đình ông chuyển đến một căn hộ ở tầng 1 của viện. Viện nghiên cứu của Bohr trở thành nơi thu hút các nhà nghiên cứu trong lĩnh vực cơ học lượng tử và những ngành liên quan trong thập niên 1920 và 1930, khi hầu hết các nhà vật lý lý thuyết nổi tiếng trên thế giới đều giành một số thời gian làm việc tại viện. Những người đến đầu tiên đó là Hans Kramers từ Hà Lan, Oskar Klein từ Thụy Điển, George de Hevesy từ Hungary, Wojciech Rubinowicz từ Ba Lan và Svein Rosseland từ Na Uy. Bohr được nhiều người đánh giá cao với tư cách là người lãnh đạo tương đắc và đồng nghiệp lỗi lạc của họ.  Klein và Rosseland có những bài báo công bố đầu tiên của viện trước khi nó được khánh thành.

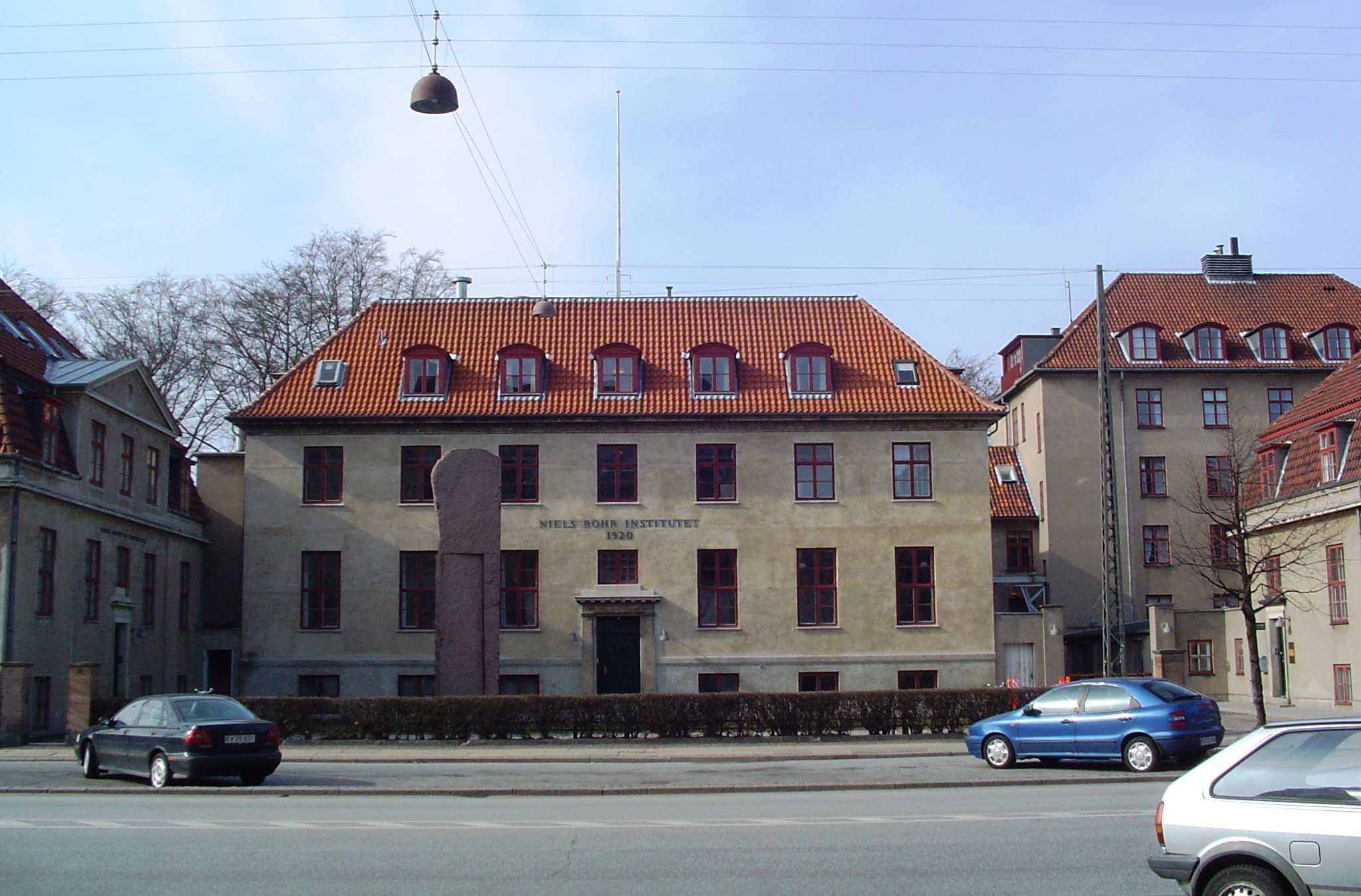
Viện Niels Bohr.

Mô hình Bohr miêu tả khá tốt cho hydro, nhưng không thể giải thích hoàn toàn cho các nguyên tố phức tạp hơn. Năm 1919, Bohr từ bỏ ý tưởng các electron quay quanh hạt nhân và phát triển phương pháp suy nghiệm để miêu tả chúng. Các nguyên tố đất hiếm đặt ra một vấn đề phân loại cụ thể cho các nhà hóa học, bởi vì chúng có các tính chất hóa học khá giống nhau. Một bước phát triển quan trọng đến vào năm 1924 với việc Wolfgang Pauli khám phá ra nguyên lý loại trừ Pauli, đưa các mô hình của Bohr lên một nền tảng lý thuyết vững chắc. Bohr sau đó có thể tuyên bố rằng nguyên tố 72 khi ấy vẫn chưa được phát hiện không phải là một nguyên tố đất hiếm, mà là một nguyên tố có các tính chất hóa học tương tự như của zirconi. Ông ngay lập tức bị thách thức bởi nhà hóa học người Pháp Georges Urbain, người tuyên bố đã phát hiện ra một nguyên tố đất hiếm số 72, mà ông gọi là "celtium". Tại viện ở Copenhagen, Dirk Coster và George de Hevesy đã thực hiện cuộc tìm kiếm nhằm chứng minh Bohr đúng và Urbain sai. Bắt đầu với kiến thức đã biết rõ về các tính chất hóa học của nguyên tố chưa biết đã đơn giản hóa quá trình tìm kiếm một cách đáng kể. Họ đã xem xét các mẫu từ Bảo tàng Khoáng học Copenhagen để tìm kiếm một nguyên tố giống zirconi và nhanh chóng tìm thấy nó. Nguyên tố này, mà họ đặt tên là hafni (Hafnia là tên trong tiếng Latin của Copenhagen) lại trở lên phổ biến hơn cả vàng.
Năm 1922, Bohr được trao giải Nobel Vật lý "vì những công việc của ông trong việc nghiên cứu cấu trúc của các nguyên tử và bức xạ phát ra từ chúng". Giải thưởng do vậy đã công nhận bộ ba bài báo và những nghiên cứu ban đầu của ông trong lĩnh vực mới nổi cơ học lượng tử. Trong bài giảng Nobel của mình, Bohr đưa khán giả qua một cuộc khảo sát toàn diện về cấu trúc nguyên tử biết đến ở thời điểm đó, bao gồm nguyên lý tương ứng do ông thiết lập. Nguyên lý phát biểu rằng hành xử của một hệ miêu tả bằng lý thuyết lượng tử sẽ thu về vật lý cổ điển khi các số lượng tử tiến đến giới hạn rất lớn.
Sự khám phá ra tán xạ Compton bởi Arthur Holly Compton năm 1923 đã thuyết phục phần lớn các nhà vật lý rằng ánh sáng bao gồm các photon, và năng lượng và động lượng được bảo toàn trong va chạm giữa các hạt electron và photon. Năm 1924, Bohr, Kramers và John C. Slater, một nhà vật lý người Mỹ làm việc tại Viện ở Copenhagen, đã đề xuất lý thuyết Bohr–Kramers–Slater (BKS). Nó là một chương trình hơn là một lý vật lý đầy đủ, khi các ý tưởng được phát triển những không miêu tả một cách định lượng. Lý thuyết BKS trở thành nỗ lực cuối cùng nhằm hiểu tương tác của vật chất và bức xạ điện từ dựa trên cơ sở của lý thuyết lượng tử cũ, trong đó các hiện tượng lượng tử được cho bằng các giới hạn lượng tử trong một miêu tả sóng cổ điển của trường điện từ.
Mô hình hành xử của nguyên tử dưới tác động của bức xạ điện từ sử dụng "các dao động tử ảo" ở những tần số phát xạ và hấp thụ, hơn là ở các tần số biểu kiến của quỹ đạo Bohr, đưa Max Born, Werner Heisenberg và Kramers khám phá một mô hình toán học khác. Họ đi đến phát triển cơ học ma trận, dạng toán học đầu tiên của cơ học lượng tử. Lý thuyết BKS cũng tạo ra sự thảo luận và chú ý mới đến những khó khăn trong nền tảng của lý thuyết lượng tử cũ. Yếu tố khiêu khích nhất của lý thuyết BKS – đó là động lượng và năng lượng không nhất thiết phải bảo toàn ở mỗi tương tác, ít nhất về mặt thống kê – nhưng sớm bị chỉ ra là mâu thuẫn với các thí nghiệm do Walther Bothe và Hans Geiger thực hiện. Trước những kết quả này, Bohr đã gửi thư đến Darwin rằng "không thể làm gì khác hơn là dành cho những nỗ lực cách mạng của chúng tôi một đám tang danh dự nhất có thể".

### Cơ học lượng tử
Một cột mốc quan trọng trong sự phát triển của cơ học lượng tử đó là sự giới thiệu ra spin bởi George Uhlenbeck và Samuel Goudsmit vào tháng 11 năm 1925. Tháng sau đó, Bohr đi đến Leiden để tham dự buổi kỉ niệm 50 năm Hendrick Lorentz nhận bằng tiến sĩ. Khi đoàn tàu dừng lại tại Hamburg, ông đã gặp Wolfgang Pauli và Otto Stern, và họ đã hỏi ý kiến của ông về lý thuyết spin. Bohr chỉ ra rằng ông có mối quan tâm về tương tác giữa các electron và từ trường. Khi ông trở lại Leiden, Paul Ehrenfest và Albert Einstein thông báo đến Bohr là Einstein đã giải quyết được vấn đề này bằng thuyết tương đối. Bohr lúc đó đã khuyên Uhlenbeck và Goudsmit kết hợp điều này vào bài báo của họ. Do vậy, khi ông gặp Werner Heisenberg và Pascual Jordan ở Göttingen trên đường trở về, theo cách nói của mình, ông đã trở thành "a prophet of the electron magnet gospel".
Heisenberg đầu tiên đến Copenhagen năm 1924, rồi trở lại Göttingen vào tháng 6 năm 1925, ngay sau đấy ông phát triển cơ sở toán học của cơ học lượng tử. Khi ông đưa các kết quả của mình cho Max Born ở Göttingen, Born nhận ra rằng chúng có thể được biểu diễn tốt nhất bằng các ma trận. Công trình này đã thu hút sự chú ý của nhà vật lý học người Anh Paul Dirac, người mà đã đến thăm Copenhagen trong sáu tháng vào tháng 9 năm 1926. Nhà vật lý người Áo Erwin Schrödinger cũng đến thăm vào năm 1926. Sự cố gắng của ông nhằm giải thích vật lý lượng tử theo các thuật ngữ cổ điển bằng cách sử dụng cơ học sóng đã gây ấn tượng với Bohr, người tin rằng nó đã đóng góp "rất nhiều vào sự rõ ràng và đơn giản của toán học đến mức nó đại diện cho một tiến bộ vượt bậc so với tất cả các dạng lý thuyết cơ học lượng tử trước đây".
Khi Kramers rời viện vào năm 1926 để đảm nhận vị trí giáo sư vật lý lý thuyết tại đại học Utrecht, Bohr sắp xếp để Heisenberg trở lại và thay thế Kramers làm lektor (giảng viên) tại Đại học Copenhagen. Heisenberg làm việc tại Copenhagen với tư cách là giảng viên đại học và trợ lý cho Bohr từ năm 1926 đến năm 1927.
Bohr nhận thức thấy rằng ánh sáng hành xử giống như cả sóng và hạt, và vào năm 1927, các thí nghiệm đã xác nhận giả thuyết de Broglie rằng vật chất (như electron) cũng biểu hiện giống như sóng.  Ông đúc kết lại thành nguyên lý triết học về tính bổ sung: rằng vật chất có thể có các đặc tính rõ ràng loại trừ lẫn nhau, chẳng hạn như bản chất sóng hoặc một dòng hạt, tùy thuộc vào khuôn khổ thực nghiệm. Ông cảm thấy rằng nguyên lý này không được các giáo sư triết học thấu hiểu đầy đủ.
Tại Copenhagen năm 1927 Heisenberg đã phát biểu nguyên lý bất định nổi tiếng của ông. Trong một bài báo trình bày tại hội nghị Volta ở Como vào tháng 9 năm 1927, Bohr đã chứng minh được nguyên lý bất định có thể suy ra từ các lập luận cổ điển, mà không cần dùng tới ngôn ngữ của cơ học lượng tử hoặc ma trận. Einstein ủng hộ nghiêng về tính tất định của vật lý học cổ điển hơn là tính xác suất của vật lý lượng tử mới mà ông cũng là một người đóng góp xây dựng lên. Các vấn đề triết học nảy sinh từ những khía cạnh mới của cơ học lượng tử đã trở thành chủ đề thảo luận nổi tiếng rộng rãi. Einstein và Bohr đã có các cuộc tranh luận thiện chí về những vấn đề như vậy trong suốt cuộc đời của họ.
Năm 1914, Carl Jacobsen, người thừa kế nhà máy bia Carlsberg, đã trao lại dinh thự của mình để làm nơi ở cho những người Đan Mạch, mà đã có đóng góp nổi bật nhất cho khoa học, văn học hoặc nghệ thuật, làm dinh thự danh dự (tiếng Đan Mạch: Æresbolig). Harald Høffding là người đầu tiên cư ngụ, và sau khi ông qua đời vào tháng 7 năm 1931, Viện Hàn lâm Khoa học và Thư tín Hoàng gia Đan Mạch đã cho Bohr cư ngụ. Ông và gia đình chuyển đến đó vào năm 1932. Ông được bầu làm chủ tịch của Viện Hàn lâm vào ngày 17 tháng 3 năm 1939.
Đến năm 1929, hiện tượng phân rã beta đã thúc đẩy Bohr một lần nữa đề xuất rằng định luật bảo toàn năng lượng bị vi phạm, nhưng với hạt giả thuyết neutrino của Wolfgang Pauli và Enrico Fermi và khám phá về neutron sau đó vào năm 1932 đã cho một lời giải thích khác. Điều này đã thôi thúc Bohr đưa ra một lý thuyết mới về hạt nhân đa hợp vào năm 1936, lý thuyết này giải thích cách hạt nhân có thể bắt neutron. Trong mô hình này, hạt nhân có thể bị biến dạng giống như một giọt chất lỏng. Ông đã nghiên cứu lý thuyết này cùng với một cộng sự mới, nhà vật lý người Đan Mạch Fritz Kalckar, người đột ngột qua đời vào năm 1938.
Khám phá về sự phân hạch hạt nhân của Otto Hahn vào tháng 12 năm 1938 (và lý thuyết giải thích quá trình này bởi Lise Meitner) đã tạo ra sự quan tâm mạnh mẽ của các nhà vật lý. Bohr đưa tin này đến Hoa Kỳ, nơi ông khai mạc Hội nghị Washington lần thứ năm về Vật lý lý thuyết với Fermi vào ngày 26 tháng 1 năm 1939. Khi Bohr nói với George Placzek rằng điều này đã giải quyết được tất cả những bí ẩn về các nguyên tố siêu urani, Placzek nói với ông rằng vẫn còn một điều: năng lượng bắt neutron của uranium không khớp với năng lượng phân rã của nó. Bohr suy nghĩ về điều đó trong vài phút và sau đó tuyên bố với Placzek, Léon Rosenfeld và John Wheeler rằng "Tôi đã hiểu mọi thứ." Dựa trên mô hình giọt lỏng hạt nhân, Bohr kết luận rằng đồng vị urani-235 chứ không phải đồng vị phổ biến hơn urani-238 là nguyên nhân chính gây ra sự phân hạch với các neutron nhiệt. Tháng 4 năm 1940, John R. Dunning chứng minh được Bohr đã đúng. Trong thời gian này, Bohr và Wheeler đã phát triển một khuôn khổ lý thuyết mà họ công bố vào tháng 9 năm 1939 trong bài báo tiêu đề "The Mechanism of Nuclear Fission".

## Triết học
Heisenberg nói về Bohr rằng ông là "một nhà triết học hơn là một nhà vật lý". Bohr đã đọc nhà triết học hiện sinh Cơ đốc người Đan Mạch thế kỷ 19, Søren Kierkegaard. Richard Rhodes lập luận trong cuốn sách The Making of the Atomic Bomb rằng Bohr đã bị ảnh hưởng bởi Kierkegaard thông qua Høffding. Năm 1909, Bohr gửi cho em trai món quà sinh nhật là cuốn sách Stages on Life's Way của Kierkegaard. Trong bức thư kèm theo, Bohr viết, "Đó là thứ duy nhất anh phải gửi về nhà; nhưng anh không tin rằng sẽ rất dễ dàng để tìm thấy bất cứ thứ gì tốt hơn... Anh thậm chí nghĩ rằng đó là một trong những điều thú vị nhất anh đã từng đọc." Bohr thích ngôn ngữ và phong cách văn học của Kierkegaard, nhưng nói rằng ông có một số bất đồng với triết lý của Kierkegaard. Một số người viết tiểu sử về Bohr cho rằng sự bất đồng này xuất phát từ việc Kierkegaard chủ trương theo Thiên chúa giáo, trong khi Bohr là một người vô thần.
Đã có một số tranh cãi về mức độ mà Kierkegaard ảnh hưởng đến triết học và khoa học của Bohr. David Favrholdt cho rằng Kierkegaard có ảnh hưởng tối thiểu đối với công việc của Bohr, coi tuyên bố của Bohr về việc không đồng ý với Kierkegaard chỉ có giá trị mặt ngoài, trong khi Jan Faye lập luận rằng người ta có thể không đồng ý với nội dung của một lý thuyết trong khi chấp nhận các tiền đề và cấu trúc chung của nó. Về bản chất của vật lý và cơ học lượng tử, Bohr cho rằng "Không có thế giới lượng tử. Đây chỉ là một mô tả vật lý trừu tượng. Thật sai lầm khi nghĩ rằng nhiệm vụ của vật lý là tìm ra tự nhiên như thế nào. Vật lý liên quan đến những gì chúng ta có thể nói về tự nhiên".

## Chủ nghĩa Quốc xã và Chiến tranh thế giới thứ hai
Sự trỗi dậy của chủ nghĩa quốc xã ở Đức đã khiến nhiều học giả phải chạy trốn khỏi đất nước của họ, hoặc vì họ là người Do Thái hoặc vì họ là đối thủ chính trị của chế độ Quốc xã. Năm 1933, Quỹ Rockefeller đã tạo ra một quỹ để giúp hỗ trợ các học giả tị nạn, và Bohr đã thảo luận về chương trình này với Chủ tịch của Quỹ Rockefeller, Max Mason, vào tháng 5 năm 1933 trong một chuyến thăm Hoa Kỳ. Bohr cung cấp cho những người tị nạn những công việc tạm thời tại viện, cung cấp hỗ trợ tài chính cho họ, sắp xếp để họ được trao học bổng từ Quỹ Rockefeller, và cuối cùng giúp họ tìm được chỗ làm tại các viện trên khắp thế giới. Những người mà ông đã giúp bao gồm Guido Beck, Felix Bloch, James Franck, George de Hevesy, Otto Frisch, Hilde Levi, Lise Meitner, George Placzek, Eugene Rabinowitch, Stefan Rozental, Erich Ernst Schneider, Edward Teller, Arthur von Hippel và Victor Weisskopf.
Vào tháng 4 năm 1940, đầu Chiến tranh thế giới thứ hai, Đức Quốc Xã xâm lược và chiếm đóng Đan Mạch. Để ngăn quân Đức phát hiện ra huy chương vàng Nobel của Max von Laue và James Franck, Bohr đã cho de Hevesy hòa tan chúng trong nước cường toan. Ở dạng này, chúng được cất giữ trên kệ tại Viện cho đến sau chiến tranh, khi vàng được cho kết tủa và các huy chương được Quỹ Nobel tái đúc lại. Huy chương của chính Bohr đã được tặng cho một cuộc đấu giá lấy tiền cho Quỹ Cứu trợ Phần Lan, và được bán đấu giá vào tháng 3 năm 1940, cùng với huy chương của August Krogh. Người mua sau đó đã tặng hai huy chương cho Bảo tàng Lịch sử Đan Mạch ở lâu đài Frederiksborg, nơi chúng vẫn được lưu giữ đến ngày nay.
Bohr tiếp tục duy trì hoạt động của Viện, nhưng tất cả các thành viên học giả ngoại quốc đều rời đi.

### Gặp Heisenberg

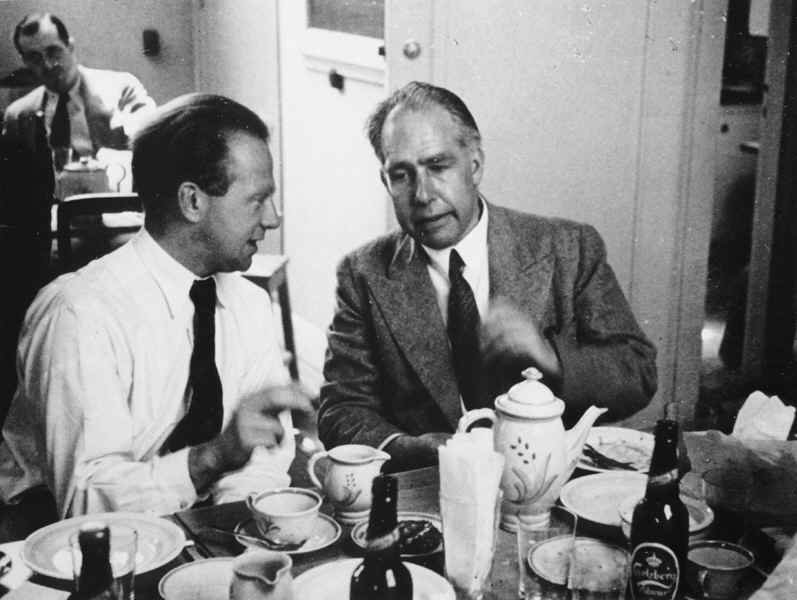
Werner Heisenberg (trái) với Bohr tại Hội nghị Copenhagen năm 1934

Bohr đã biết về khả năng sử dụng urani-235 để chế tạo bom nguyên tử. Ông đã đề cập đến nó trong các bài giảng ở Anh và Đan Mạch ngay trước và sau khi chiến tranh bắt đầu, nhưng ông không tin rằng việc chiết xuất một lượng đủ urani-235 là khả thi về mặt kỹ thuật. Vào tháng 9 năm 1941, Heisenberg, người đã trở thành người đứng đầu dự án năng lượng hạt nhân của Đức, đã đến thăm Bohr ở Copenhagen. Trong cuộc gặp gỡ này, hai người đã có một cuộc gặp riêng tư bên ngoài, nội dung của nó đã gây ra nhiều suy đoán, vì cả hai đã đưa ra các phát biểu khác nhau. Theo Heisenberg, ông bắt đầu đề cập đến năng lượng hạt nhân, đạo đức và chiến tranh, mà Bohr dường như đã phản ứng bằng cách chấm dứt cuộc trò chuyện đột ngột trong khi không cho Heisenberg gợi ý về ý kiến riêng của mình. Ivan Supek, một trong những sinh viên và bạn bè của Heisenberg, tuyên bố rằng chủ đề chính của cuộc nói chuyện là về Carl Friedrich von Weizsäcker, người đã đề xuất cố gắng thuyết phục Bohr làm trung gian hòa bình giữa Anh và Đức.
Năm 1957, Heisenberg viết thư cho Robert Jungk, lúc đó đang viết cuốn sách Brighter than a Thousand Suns: A Personal History of the Atomic Scientists. Heisenberg giải thích rằng ông đã đến thăm Copenhagen để trao đổi với Bohr về quan điểm của một số nhà khoa học Đức, rằng việc sản xuất vũ khí hạt nhân có thể thực hiện được với những nỗ lực rất lớn, và điều này đặt ra trách nhiệm to lớn cho các nhà khoa học trên thế giới ở cả hai bên. Khi Bohr đọc được mô tả của Jungk trong bản dịch ra tiếng Đan Mạch của cuốn sách, ông đã soạn thảo (nhưng chưa bao giờ gửi) một lá thư cho Heisenberg, nói rằng ông không bao giờ hiểu mục đích chuyến thăm của Heisenberg, bị sốc bởi ý kiến của Heisenberg rằng Đức sẽ thắng trong cuộc chiến, và vũ khí nguyên tử có thể mang tính quyết định.
Vở kịch Copenhagen năm 1998 của Michael Frayn khám phá những gì có thể đã xảy ra tại cuộc gặp năm 1941 giữa Heisenberg và Bohr. Một phiên bản phim truyền hình của BBC của vở kịch được trình chiếu lần đầu tiên vào ngày 26 tháng 9 năm 2002, với Stephen Rea trong vai Bohr và Daniel Craig trong vai Heisenberg. Cuộc gặp tương tự trước đó đã được dàn dựng trong loạt phim tài liệu khoa học Horizon của BBC vào năm 1992, với Anthony Bate trong vai Bohr và Philip Anthony trong vai Heisenberg.. Cuộc gặp gỡ cũng được dàn dựng trong tiểu thuyết nhỏ The Heavy Water War của Na Uy / Đan Mạch / Anh.

### Dự án Manhattan
Vào tháng 9 năm 1943, Bohr và em trai Harald của ông có tin rằng Đức Quốc xã coi gia đình họ là người Do Thái, vì mẹ của họ là người Do Thái, và do đó họ có nguy cơ bị bắt. Sự kháng cự của người Đan Mạch đã giúp Bohr và vợ trốn thoát bằng đường biển đến Thụy Điển vào ngày 29 tháng 9. Ngày hôm sau, Bohr thuyết phục vua Gustaf V của Thụy Điển công khai việc Thụy Điển sẵn sàng đón nhận những người tị nạn Do Thái. Vào ngày 2 tháng 10 năm 1943, đài phát thanh Thụy Điển phát đi rằng Thụy Điển đã sẵn sàng cho tị nạn, và cuộc giải cứu hàng loạt người Do Thái ở Đan Mạch bởi đồng hương của họ đã diễn ra nhanh chóng sau đó. Một số nhà sử học cho rằng hành động của Bohr trực tiếp dẫn đến cuộc giải cứu hàng loạt, trong khi những người khác nói rằng, mặc dù Bohr đã làm tất cả những gì có thể cho đồng hương của mình, nhưng hành động của ông không có ảnh hưởng quyết định đến các sự kiện rộng lớn hơn. Cuối cùng, hơn 7.000 người Do Thái Đan Mạch đã trốn sang Thụy Điển.

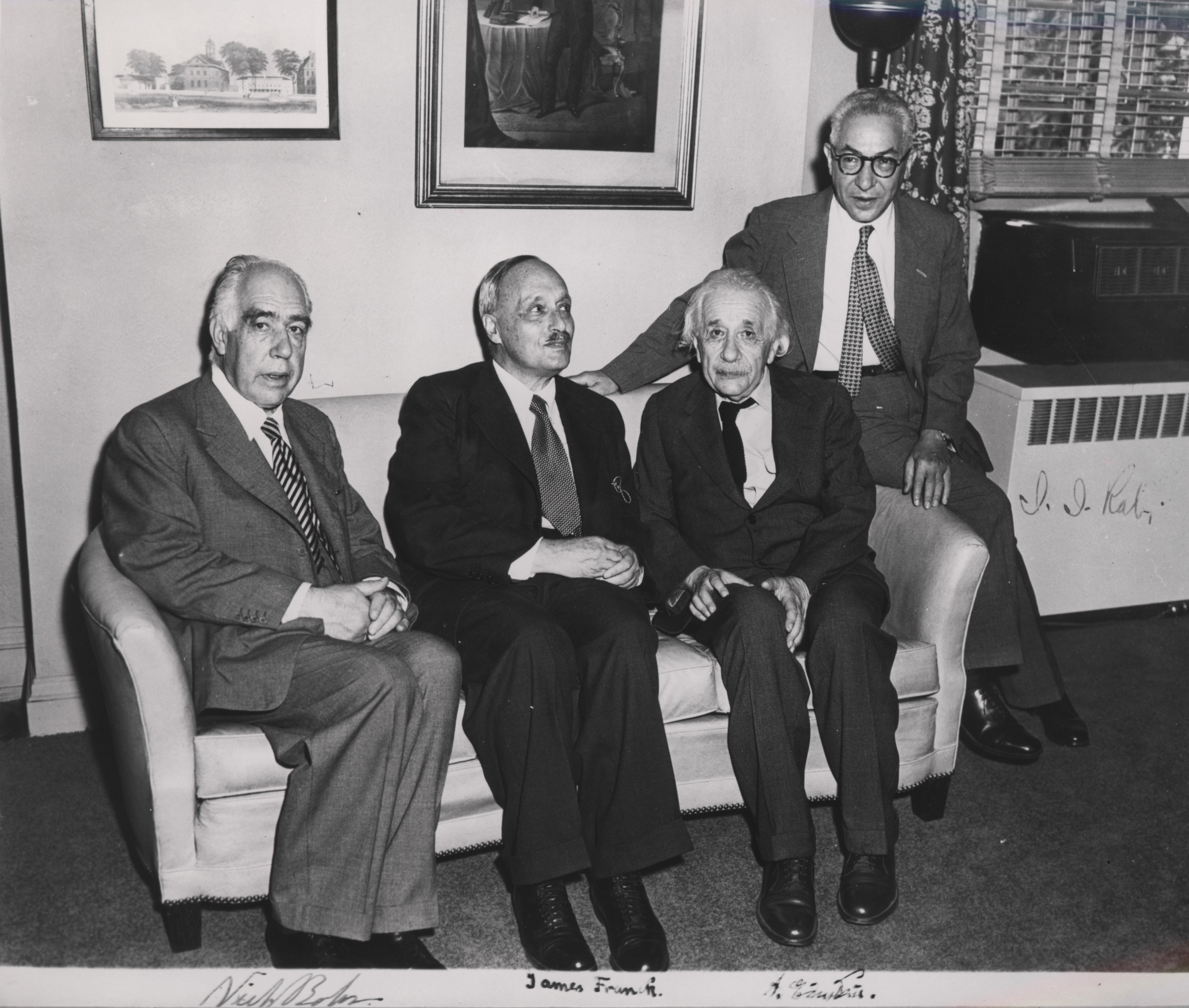
Bohr với James Franck, Albert Einstein và Isidor Isaac Rabi (từ trái sang phải)

Khi tin tức về cuộc chạy trốn của Bohr đến Anh, huân tước Cherwell đã gửi một bức điện cho Bohr đề nghị ông đến nước Anh. Bohr đến Scotland vào ngày 6 tháng 10 trên một chiếc de Havilland Mosquito do công ty Hàng không Hải ngoại Anh (BOAC) điều hành. Mosquitos là máy bay ném bom tốc độ cao không vũ trang được chuyển đổi để chở hàng hóa nhỏ, có giá trị hoặc hành khách quan trọng. Bằng cách bay ở tốc độ cao và độ cao lớn, họ có thể vượt qua Na Uy do Đức chiếm đóng, nhưng vẫn tránh được các máy bay chiến đấu của Đức. Bohr, được trang bị dù, đồ bay và mặt nạ dưỡng khí, đã trải qua chuyến bay kéo dài ba giờ nằm trên nệm trong khoang chứa bom của máy bay. Trong suốt chuyến bay, Bohr đã không đội mũ bảo hiểm bay của mình vì nó quá nhỏ, và do đó, ông đã không nghe thấy hướng dẫn bật nguồn cung cấp oxy của phi công khi máy bay leo lên độ cao để bay qua Na Uy. Ông đã bất tỉnh vì thiếu hụt khí oxy và chỉ hồi sinh khi máy bay hạ độ cao thấp hơn trên Biển Bắc. Con trai của Bohr, Aage, theo cha đến Anh trên một chuyến bay khác một tuần sau đó, và trở thành trợ lý riêng của ông.
Bohr được James Chadwick và Sir John Anderson tiếp đón nồng nhiệt, nhưng vì lý do an ninh nên tin tức về Bohr đến Anh được giữ kín. Ông được cấp một căn hộ tại Cung điện St James và một văn phòng làm việc với nhóm phát triển vũ khí hạt nhân Tube Alloys của Anh. Bohr đã rất ngạc nhiên về những tiến bộ đã đạt được. Chadwick đã sắp xếp để Bohr thăm Hoa Kỳ với tư cách là một người tư vấn của Tube Alloys, với Aage là trợ lý của ông. Vào ngày 8 tháng 12 năm 1943, Bohr đến Washington, DC, nơi ông gặp giám đốc dự án Manhattan, chuẩn tướng Leslie R. Groves, Jr. Ông đến thăm Einstein và Pauli tại Viện Nghiên cứu Cao cấp ở Princeton, New Jersey, và đã đến Los Alamos ở New Mexico, nơi vũ khí hạt nhân đang được thiết kế. Vì lý do an ninh, ông mang tên gọi "Nicholas Baker" ở Hoa Kỳ, trong khi Aage trở thành "James Baker". Vào tháng 5 năm 1944, tờ báo kháng chiến của Đan Mạch De fir Danske đưa tin rằng họ đã biết được rằng 'người con nổi tiếng của Đan Mạch là giáo sư Niels Bohr', vào tháng 10 năm trước, đã trốn khỏi đất nước của mình qua Thụy Điển để đến London và từ đó đi đến Moskva từ nơi ông có thể ở để hỗ trợ các nỗ lực chiến tranh.
Bohr đã không ở lại Los Alamos, nhưng đã thực hiện một loạt các chuyến thăm kéo dài trong suốt hai năm tiếp theo. Robert Oppenheimer cho các hành động của Bohr "như là hình ảnh của một người cha khoa học đối với những thanh niên trẻ tuổi", đáng chú ý nhất là Richard Feynman. Bohr được trích dẫn với câu nói: "Họ không cần tôi giúp trong việc chế tạo bom nguyên tử." Oppenheimer đã ghi nhận đóng góp quan trọng của Bohr vào công trình nghiên cứu về ngòi nổ neutron điều biến (modulated neutron initiator). "Thiết bị này vẫn còn là một thách thức hóc búa", Oppenheimer lưu ý, "nhưng vào đầu tháng 2 năm 1945, Niels Bohr đã làm rõ những gì phải làm."
Bohr đã sớm nhận ra rằng vũ khí hạt nhân sẽ thay đổi quan hệ quốc tế. Vào tháng 4 năm 1944, ông nhận được một lá thư từ Peter Kapitza, được viết vài tháng trước khi Bohr ở Thụy Điển, với nội dung mời ông đến Liên Xô. Bức thư thuyết phục Bohr rằng Liên Xô đã biết về dự án Anh-Mỹ và sẽ cố gắng bắt kịp. Ông đã phúc đáp không cam kết tới Kapitza, mà ông đã trình báo lá thư cho các nhà chức trách ở Anh trước khi gửi nó. Bohr gặp Churchill vào ngày 16 tháng 5 năm 1944, nhưng nhận thấy rằng "chúng tôi không nói cùng một ngôn ngữ". Churchill không đồng ý với ý tưởng cởi mở đối với người Nga đến mức ông viết trong một bức thư: "Đối với tôi, có vẻ như Bohr nên bị giam giữ hoặc bằng bất cứ giá nào có thể để thấy rằng ông ta đang ở rất gần bờ vực của tội ác giết người.
Oppenheimer đề nghị Bohr đến thăm tổng thống Franklin D. Roosevelt để thuyết phục ông rằng dự án Manhattan nên được chia sẻ với Liên Xô với hy vọng đẩy nhanh kết quả. Bạn của Bohr, thẩm phán Tòa án Tối cao Felix Frankfurter, đã thông báo cho tổng thống Roosevelt về ý kiến của Bohr, và một cuộc họp giữa họ đã diễn ra vào ngày 26 tháng 8 năm 1944. Roosevelt đề nghị Bohr quay trở lại Vương quốc Anh để cố gắng giành được sự chấp thuận của Anh. Khi Churchill và Roosevelt gặp nhau tại Công viên Hyde vào ngày 19 tháng 9 năm 1944, họ từ chối ý tưởng thông báo cho thế giới về dự án, và người thư ký trong cuộc trò chuyện của họ đã ghi lại lưu ý "cần thực hiện các truy vấn liên quan đến hoạt động của giáo sư Bohr và các bước được thực hiện để đảm bảo rằng ông chịu trách nhiệm không để rò rỉ thông tin, đặc biệt là đối với người Nga ".
Vào tháng 6 năm 1950, Bohr gửi một "Thư ngỏ" đến Liên Hợp Quốc kêu gọi hợp tác quốc tế về năng lượng hạt nhân. Vào thập niên 1950, sau vụ thử vũ khí hạt nhân đầu tiên của Liên Xô, cơ quan Năng lượng Nguyên tử Quốc tế được thành lập theo đề xuất của Bohr. Năm 1957, ông nhận được trao giải Nguyên tử vì Hòa bình đầu tiên.

## Những năm về sau

Huân chương hiệp sĩ Voi của Bohr, trao tặng năm 1947. Phù hiệu là một thái cực đồ (biểu tượng âm dương) có màu đen và đỏ trên nền kim loại bạc. Khẩu hiệu của huân chương: Contraria sunt complementa ("các mặt đối lập bổ sung cho nhau").

Khi chiến tranh đã kết thúc, Bohr trở về Copenhagen vào ngày 25 tháng 8 năm 1945, và được bầu lại làm Chủ tịch của Viện Hàn lâm Khoa học và Nghệ thuật Hoàng gia Đan Mạch vào ngày 21 tháng 9. Tại một cuộc họp tưởng niệm của Viện vào ngày 17 tháng 10 năm 1947 dành cho vua Christian X, người đã qua đời vào tháng 4, nhà vua mới, Frederick IX, thông báo ông quyết định phong tặng Huân chương hiệp sĩ Voi (Order of the Elephant) cao nhất của Đan Mạch cho Bohr. Giải thưởng này thường chỉ được trao cho hoàng gia và nguyên thủ các quốc gia, nhưng nhà vua nói rằng nó vinh danh không chỉ cá nhân Bohr, mà còn tôn vinh nền khoa học Đan Mạch. Bohr đã thiết kế phù hiệu của riêng mình với hình thái cực đồ (biểu tượng của âm và dương) và khẩu hiệu bằng tiếng Latinh: contraria sunt complementa, "các mặt đối lập bổ sung cho nhau".
Chiến tranh thế giới thứ hai đã chứng minh rằng khoa học, và đặc biệt là vật lý, bây giờ đòi hỏi nguồn lực tài chính và vật chất đáng kể trong hoạt động nghiên cứu. Để tránh chảy máu chất xám sang Hoa Kỳ, mười hai quốc gia châu Âu đã liên kết với nhau để thành lập CERN, một tổ chức nghiên cứu tương tự như các phòng thí nghiệm quốc gia ở Hoa Kỳ, được thiết kế để thực hiện các dự án Khoa học lớn vượt quá nguồn lực của riêng bất kỳ quốc gia nào trong số họ. Sau đó xuất hiện vấn đề liên quan đến vị trí tốt nhất đặt cho các cơ sở nghiên cứu. Bohr và Kramers cảm thấy rằng Viện ở Copenhagen sẽ là địa điểm lý tưởng. Pierre Auger, người tổ chức các cuộc thảo luận sơ bộ, không đồng ý với địa điểm này; bởi ông cảm thấy rằng cả Bohr và Viện của ông đều đã qua thời kỳ đỉnh cao, và sự hiện diện của Bohr sẽ làm lu mờ những người khác. Sau một thời gian dài tranh luận, Bohr cam kết ủng hộ CERN vào tháng 2 năm 1952, và Geneva được chọn làm địa điểm vào tháng 10. Nhóm Lý thuyết CERN có trụ sở tại Copenhagen cho đến khi chỗ làm việc mới của họ ở Geneva hoàn thành vào năm 1957. Victor Weisskopf, người sau này trở thành tổng giám đốc của CERN, đã tóm tắt về vai trò của Bohr, nói rằng "sự hình thành và đề xuất thành lập CERN bắt nguồn từ nhiều người khác nhau. Tuy nhiên, sự nhiệt tình và ý tưởng của họ sẽ không đủ, nếu một người tầm cỡ như ông không ủng hộ nó."
Trong khi đó, các nước Scandinavia đã thành lập Viện Vật lý lý thuyết Bắc Âu vào năm 1957, với Bohr là chủ tịch của nó. Ông cũng tham gia vào việc thành lập Risø Cơ sở Nghiên cứu của Ủy ban Năng lượng Nguyên tử Đan Mạch, và là chủ tịch đầu tiên của cơ quan này từ tháng 2 năm 1956.
Bohr qua đời vì suy tim tại nhà riêng ở quận Carlsberg vào ngày 18 tháng 11 năm 1962. Ông được hỏa táng, và tro được chôn cất trong khu đất của gia đình tại nghĩa trang Assistens ở khu vực Nørrebro của Copenhagen, cùng với cha mẹ ông, em trai Harald và con trai của ông Christian. Nhiều năm sau, tro cốt của vợ ông cũng được đặt tại đây. Vào ngày 7 tháng 10 năm 1965, vào đúng sinh nhật lần thứ 80 của ông, Viện Vật lý Lý thuyết tại Đại học Copenhagen chính thức được đổi tên mà từng được gọi không chính thức trong nhiều năm: Viện Niels Bohr.

## Giải thưởng và vinh danh
Bohr đã nhận được nhiều giải thưởng và vinh dự. Ngoài giải Nobel, ông được trao huy chương Hughes năm 1921, huy chương Matteucci năm 1923, huy chương Franklin năm 1926, huy chương Copley năm 1938, huân chương Hiệp sĩ Voi năm 1947, giải thưởng Nguyên tử vì Hòa bình năm 1957 và giải Sonning năm 1961. Ông trở thành thành viên ngoại quốc của Viện hàn lâm khoa học và nghệ thuật Hoàng gia Hà Lan năm 1923, và Hội Hoàng gia Luân Đôn năm 1926. Dịp kỷ niệm 50 năm mô hình Bohr được tổ chức vào ngày 21 tháng 11 năm 1963 ở Đan Mạch với con tem kỷ niệm phát hành có hình Bohr, nguyên tử hydro và công thức chênh lệch hai mức năng lượng của nguyên tử hydro: {\displaystyle h\nu =\epsilon _{2}-\epsilon _{1}}. Một số quốc gia khác cũng đã phát hành tem bưu chính mô tả Bohr. Năm 1997, Ngân hàng quốc gia Đan Mạch đã bắt đầu lưu hành tờ tiền giấy 500 đồng krone với bức chân dung của Bohr hút tẩu. Tiểu hành tinh 3948 Bohr, cũng như một hố va chạm trên Mặt Trăng và nguyên tố có số nguyên tử 107 bohri, mang tên ông.

## Công trình nghiên cứu

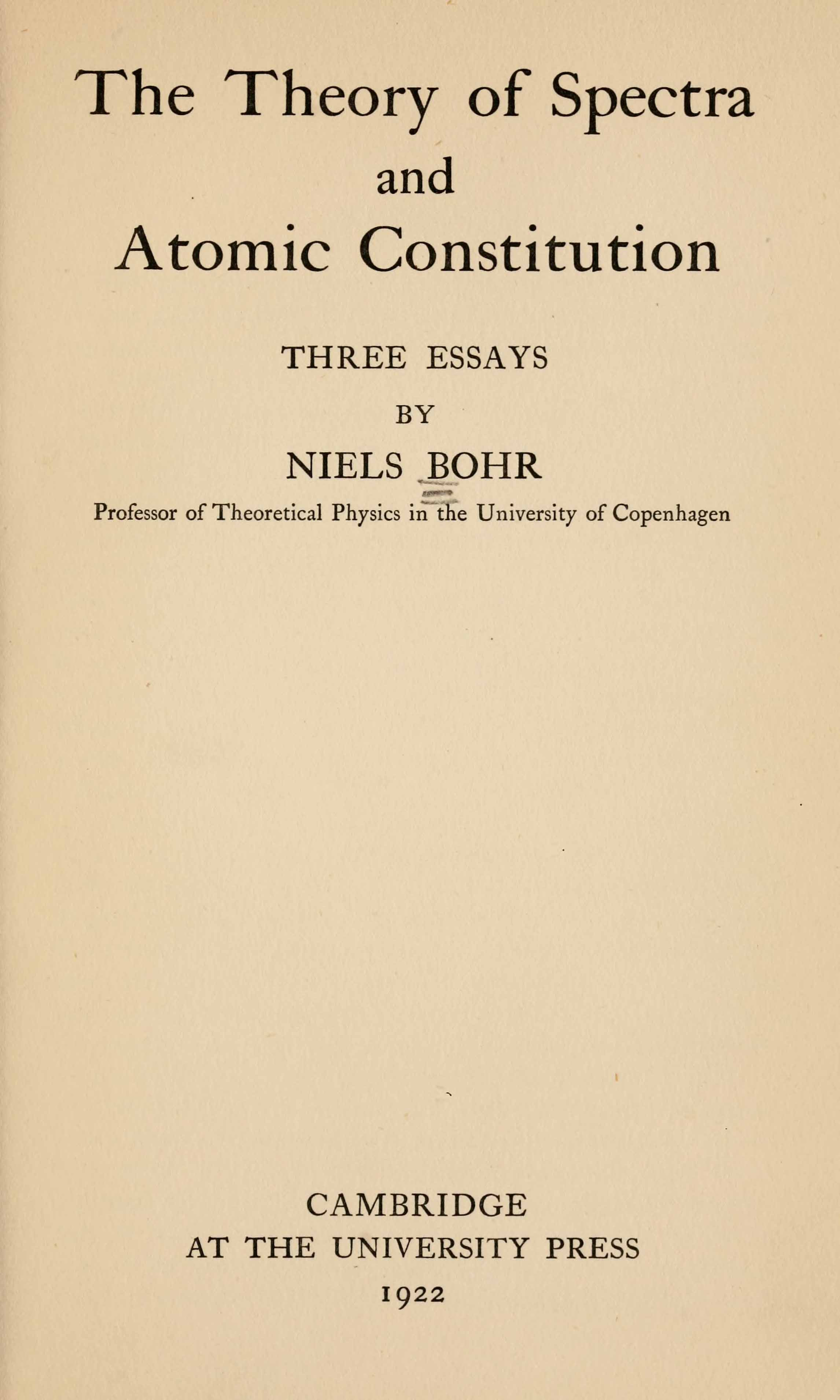
Lý thuyết quang phổ và cấu trúc nguyên tử (Drei Aufsätze über Spektren und Atombau), 1922

- Bohr, Niels (1922). The Theory of Spectra and Atomic Constitution; three essays. Cambridge: Cambridge University Press.
- —— (2008). Nielsen, J. Rud (biên tập). Volume 1: Early Work (1905–1911). Niels Bohr Collected Works. Amsterdam: Elsevier. ISBN 978-0-444-53286-2. OCLC 272382249.
- —— (2008). Hoyer, Ulrich (biên tập). Volume 2: Work on Atomic Physics (1912–1917). Niels Bohr Collected Works. Amsterdam: Elsevier. ISBN 978-0-444-53286-2. OCLC 272382249.
- —— (2008). Nielsen, J. Rud (biên tập). Volume 3: The Correspondence Principle (1918–1923). Niels Bohr Collected Works. Amsterdam: Elsevier. ISBN 978-0-444-53286-2. OCLC 272382249.
- —— (2008). Nielsen, J. Rud (biên tập). Volume 4: The Periodic System (1920–1923). Niels Bohr Collected Works. Amsterdam: Elsevier. ISBN 978-0-444-53286-2. OCLC 272382249.
- —— (2008). Stolzenburg, Klaus (biên tập). Volume 5: The Emergence of Quantum Mechanics (mainly 1924–1926). Niels Bohr Collected Works. Amsterdam: Elsevier. ISBN 978-0-444-53286-2. OCLC 272382249.
- —— (2008). Kalckar, Jørgen (biên tập). Volume 6: Foundations of Quantum Physics I (1926–1932). Niels Bohr Collected Works. Amsterdam: Elsevier. ISBN 978-0-444-53286-2. OCLC 272382249.
- —— (2008). Kalckar, Jørgen (biên tập). Volume 7: Foundations of Quantum Physics I (1933–1958). Niels Bohr Collected Works. Amsterdam: Elsevier. ISBN 978-0-444-53286-2. OCLC 272382249.
- —— (2008). Thorsen, Jens (biên tập). Volume 8: The Penetration of Charged Particles Through Matter (1912–1954). Niels Bohr Collected Works. Amsterdam: Elsevier. ISBN 978-0-444-53286-2. OCLC 272382249.
- —— (2008). Peierls, Rudolf (biên tập). Volume 9: Nuclear Physics (1929–1952). Niels Bohr Collected Works. Amsterdam: Elsevier. ISBN 978-0-444-53286-2. OCLC 272382249.
- —— (2008). Favrholdt, David (biên tập). Volume 10: Complementarity Beyond Physics (1928–1962). Niels Bohr Collected Works. Amsterdam: Elsevier. ISBN 978-0-444-53286-2. OCLC 272382249.
- —— (2008). Aaserud, Finn (biên tập). Volume 11: The Political Arena (1934–1961). Niels Bohr Collected Works. Amsterdam: Elsevier. ISBN 978-0-444-53286-2. OCLC 272382249.
- —— (2008). Aaserud, Finn (biên tập). Volume 12: Popularization and People (1911–1962). Niels Bohr Collected Works. Amsterdam: Elsevier. ISBN 978-0-444-53286-2. OCLC 272382249.
- —— (2008). Aaserud, Finn (biên tập). Volume 13: Cumulative Subject Index. Niels Bohr Collected Works. Amsterdam: Elsevier. ISBN 978-0-444-53286-2. OCLC 272382249.